# Monochromadora
Monochromadora är ett släkte av rundmaskar. Monochromadora ingår i familjen Tripylidae.
Kladogram enligt Catalogue of Life:
| Monochromadora | \| \| Monochromadora crassicauda \| \| \| \| \| \| Monochromadora monhysteroides \| \| \| \| |
|                | \| \| Monochromadora crassicauda \| \| \| \| \| \| Monochromadora monhysteroides \| \| \| \| |
|                | Abunema                                                                                      |
|                |                                                                                              |
|                | Anguillula                                                                                   |
|                |                                                                                              |
|                | Paratripyla                                                                                  |
|                |                                                                                              |
|                | Sinanema                                                                                     |
|                |                                                                                              |
|                | Tobrilia                                                                                     |
|                |                                                                                              |
|                | Tobriloides                                                                                  |
|                |                                                                                              |
|                | Tobrilus                                                                                     |
|                |                                                                                              |
|                | Tripyla                                                                                      |
|                |                                                                                              |
|                | Trischistoma                                                                                 |
|                |                                                                                              |
|                | Udonchus                                                                                     |
|                |                                                                                              |
|                | Monochromadora crassicauda                                                                   |
|                |                                                                                              |
|                | Monochromadora monhysteroides                                                                |
|                |                                                                                              |

|  | Monochromadora crassicauda    |
|  |                               |
|  | Monochromadora monhysteroides |
|  |                               |